# Гельцелет, Адам
Адам Себастьян Гельцелет (чеш. Adam Sebastian Helcelet; род. 27 октября 1991, Турнов, Либерецкий край, Чехословакия) — чешский легкоатлет, специализирующийся в многоборье. Серебряный призёр чемпионата Европы 2016 года. Пятикратный чемпион Чехии. Участник летних Олимпийских игр 2016 года.

## Биография
Адам Гельцелет является потомком рода средневековых аристократов из Швейцарии. Одним из самых известных его предков является Ян Евангелиста Гельцелет — чешский врач, профессор, политик и общественный деятель второй половины XIX века.
Вырос в небольшом селе Олешнице под Турновом, где и начал с ранних лет заниматься лёгкой атлетикой под руководством Веры Шрамковой. В 17 лет считался одним из лучших многоборцев Чехии в своём возрасте и, как следствие, попал в тренировочную группу к трёхкратному чемпиону мира Томашу Дворжаку.
Дебютировал на международных соревнованиях в 2009 году, когда на чемпионате Европы среди юниоров занял восьмое место в десятиборье.
В 2012 году получил персональное приглашение от ИААФ выступить на чемпионате мира в помещении в Стамбуле. Среди сильнейших многоборцев планеты Адам стал пятым. В том же сезоне впервые в карьере набрал более 8000 очков по сумме десятиборья. Это случилось в начале июня на турнире в чешском Кладно. Через две недели он принял участие в чемпионате Европы, где не смог улучшить личный рекорд и стал восьмым.
Занял четвёртое место на чемпионате Европы в помещении 2013 года (6095 очков в семиборье — личный рекорд) и стал бронзовым призёром молодёжного первенства континента с результатом 8252 очка.
На чемпионате мира 2015 года в Пекине финишировал на 11-м месте с суммой 8234 очка.
Зимой 2016 года второй раз в карьере стал пятым на чемпионате мира в помещении. В летнем сезоне принимал участие в чемпионате Европы в Амстердаме. После первого дня соревнований шёл только на 11-м месте, но благодаря хорошему выступлению в оставшихся пяти видах смог завоевать серебряную медаль.
На Олимпийских играх в Рио-де-Жанейро установил новый личный рекорд, 8291 очко, и стал 12-м.
В 2017 году выиграл зимний чемпионат страны с личным рекордом в семиборье — 6188 очков. На чемпионате Европы в помещении показал результат чуть хуже (6110), но благодаря ему стал бронзовым призёром соревнований. В летнем сезоне обновил личный рекорд и в десятиборье: с суммой 8335 очков занял четвёртое место на турнире в австрийском Гётцисе и отобрался на чемпионат мира. На втором в карьере мировом первенстве занял восьмое место (8222 очка).

## Личные рекорды в отдельных видах десятиборья
| Дисциплина        | Результат | Год  |
| ----------------- | --------- | ---- |
| 100 м             | 10,81     | 2011 |
| Прыжок в длину    | 7,60 м    | 2015 |
| Толкание ядра     | 15,44 м   | 2016 |
| Прыжок в высоту   | 2,07 м    | 2012 |
| 400 м             | 48,66     | 2011 |
| 110 м с барьерами | 14,18     | 2012 |
| Метание диска     | 50,00 м   | 2017 |
| Прыжок с шестом   | 5,10 м    | 2017 |
| Метание копья     | 71,56 м   | 2017 |
| 1500 м            | 4.34,41   | 2016 |

## Основные результаты
| Год  | Турнир                          | Место проведения         | Дисциплина       | Место | Результат |
| ---- | ------------------------------- | ------------------------ | ---------------- | ----- | --------- |
| 2009 | Чемпионат Европы среди юниоров  | Нови-Сад, Сербия         | десятиборье (юн) | 8-е   | 7286      |
| 2010 | Чемпионат мира среди юниоров    | Монктон, Канада          | десятиборье (юн) | —     | DNF       |
| 2011 | Чемпионат Европы среди молодёжи | Острава, Чехия           | десятиборье      | 4-е   | 7966      |
| 2012 | Чемпионат мира в помещении      | Стамбул, Турция          | семиборье        | 5-е   | 5878      |
| 2012 | Чемпионат Европы                | Хельсинки, Финляндия     | десятиборье      | 8-е   | 7998      |
| 2013 | Чемпионат Европы в помещении    | Гётеборг, Швеция         | семиборье        | 4-е   | 6095      |
| 2013 | Чемпионат Европы среди молодёжи | Тампере, Финляндия       | десятиборье      | 3-е   | 8252      |
| 2014 | Чемпионат Европы                | Цюрих, Швейцария         | десятиборье      | 11-е  | 7955      |
| 2015 | Чемпионат Европы в помещении    | Прага, Чехия             | семиборье        | 5-е   | 6031      |
| 2015 | Чемпионат мира                  | Пекин, Китай             | десятиборье      | 11-е  | 8234      |
| 2016 | Чемпионат мира в помещении      | Портленд, США            | семиборье        | 5-е   | 6003      |
| 2016 | Чемпионат Европы                | Амстердам, Нидерланды    | десятиборье      | 2-е   | 8157      |
| 2016 | Олимпийские игры                | Рио-де-Жанейро, Бразилия | десятиборье      | 12-е  | 8291      |
| 2017 | Чемпионат Европы в помещении    | Белград, Сербия          | семиборье        | 3-е   | 6110      |
| 2017 | Hypo-Meeting                    | Гётцис, Австрия          | десятиборье      | 4-е   | 8335      |
| 2017 | Чемпионат мира                  | Лондон, Великобритания   | десятиборье      | 8-е   | 8222      |